# Гълъбин
Гълъбин е българско мъжко име, женската форма е Гълъбина.
Това име означава „да е мил като гълъб“. Символ на мира и независимостта.
Гълъбин има имен ден на 22 септември.

## Известни хора, носещи име Гълъбин
- Гълъбин Боевски (1974), български щангист и олимпийски шампион